# سانیواراپوپتا
سانیواراپوپتا (به انگلیسی: Sanivarapupeta) یک منطقهٔ مسکونی در هند است که در ایلورو واقع شده‌است. سانیواراپوپتا ۱٫۷۰ کیلومتر مربع مساحت و ۸٬۱۴۲ نفر جمعیت دارد.